# Padovanella

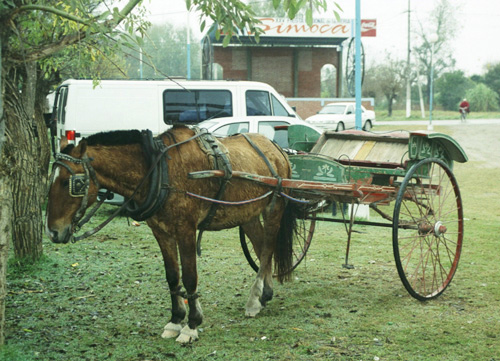
Un calessino del tipo Padovanella

La padovanella è un calessino a due ruote con uno o due posti, privo di coperture fisse o retraibili e di spazio posteriore per i bagagli. È l'antenato del moderno sulky, o sediolo, impiegato nelle corse di trotto.
Molto leggero e dalle dimensioni contenute, consentiva spostamenti veloci e la possibilità di muoversi agevolmente nelle viuzze cittadine.
Nella configurazione più moderna, la padovanella è dotata di ruote alte ed esili collegate da un asse trasversale, sul quale poggiano le balestre laterali che lo congiungono al semplice telaio, generalmente formato da due stanghe longitudinali, unite da tre soli traversi.  
La sovrastante carrozzeria è decisamente spartana e prevede, in aggiunta al sedile e al minuscolo pianale, solo i parafanghi sulle ruote, che servono anche da appoggiabraccia, e un piccolo cruscotto che funge da puntapiedi durante le decelerazioni. 
L'assenza di ulteriori strutture a cui assicurarsi determinava spesso la necessità, o l'occasione, di aggrapparsi saldamente al braccio del conducente e, per questo motivo, era considerata una carrozza adatta ai tombeur de femmes o presunti tali. 
La denominazione «padovanella» deriva dalla città patavina, dove questo tipo di calessino era stato concepito e realizzato prendendo ispirazione dalle bighe romane utilizzate per le tradizionali corse dei carri che si svolgevano a Padova in agosto, e divenute poi di gran moda in tutta Italia nel XVIII secolo.
(Lorenzo Pignotti, Favole e novelle, Società Tipografica, Nizza, 1787)
Per le caratteristiche di leggerezza, le padovanelle venivano anche sottoposte a una sorta di tuning ante litteram per renderle ancora più leggere e veloci, allo scopo di essere impiegate nelle corse, eliminando i parafanghi, parte del pianale e sostituendo il doppio sedile con un sedile unico. In questo caso il risultante calessino veniva indifferentemente denominato padovanella o sediolo, termine poi affiancato dall'inglese sulky.